# 감곡로
감곡로는 전북특별자치도 정읍시 신태인읍 신태인고사거리에서 김제시 봉남면을 잇는 도로이다.

## 주요 경유지
전북특별자치도
- 정읍시 (신태인읍 - 감곡면)

## 노선
| 이름           | 접속 노선                        | 소재지 | 소재지   | 비고 |
| -------------- | -------------------------------- | ------ | -------- | ---- |
| 신태인고사거리 | 지방도 제736호선 (서태길) 석지로 | 정읍시 | 신태인읍 |      |
| 태화 교차로    | 국도 제30호선 (석지로)           | 정읍시 | 신태인읍 |      |
| 감곡면 교차로  | 원삼1길                          | 정읍시 | 감곡면   |      |
| 감곡삼거리     | 원삼1길                          | 정읍시 | 감곡면   |      |
| 화봉교         |                                  | 정읍시 | 감곡면   |      |
| (이름없음)     | 지방도 제714호선 (봉황로)        | 정읍시 | 감곡면   |      |

## 주요 시설및 건물
- 보쉬카서비스 한성자동차정비 (감곡로 3/신태인리 12-120)
- E1 신태인주유소 (감곡로 63/연정리 38-10)
- 알뜰주유소 한일주유소 (감곡로 138/백산리 802-5)
- 백산보건진료소 (감곡로 180/백산리 671-3)
- 진농경로당 (감곡로 288/진흥리 756-12)
- GS칼텍스 대율주유소 (감곡로 384/방교리 668-5)